# Johannes Jacobus Thierry
Johannes Jacobus Thierry (Den Haag, 10 augustus 1913 - 25 maart 1999) was een Nederlands hoogleraar, specialist in de vroegchristelijke geschriften of patristiek.

## Levensloop
Hij was een van de vier zoons van de bouwkundige J. J. Thierry (1873-1952) en van Johanna Verhoef (1875-1948).
Hij liep middelbare school aan het Christelijk Gymnasium in Den Haag en studeerde vervolgens aan de Vrije Universiteit Amsterdam. In 1937 behaalde hij er de kandidatuur en in 1939 de graad van doctorandus.
In 1939-1940 was hij leraar in Den Haag. Van 1943 tot 1950 was hij leraar aan het Stedelijk Gymnasium van Schiedam en van 1950 tot 1958 aan het Christelijk Gymnasium in Den Haag. In 1944-1945 leefde hij ondergedoken, teneinde aan de verplichte arbeid in Duitsland te ontsnappen.
Thierry was in 1941 tot doctor in de wijsbegeerte en letteren gepromoveerd op het proefschrift Tertullianus: De fuga in persecutio. Hij onderhield de relatie met zijn Amsterdamse alma mater en werd er in 1958 tot hoogleraar benoemd.  De titel van zijn inaugurale rede luidde: De Stoa van Zeno of De Zuilengang van Salomo? Hij doceerde er oudchristelijke Griekse en Latijnse taal en letterkunde, alsook het Grieks van het Nieuw Testament. 
Hij werkte mee aan gespecialiseerde tijdschriften over zijn vakgebied, onder meer aan het Corpus Christianorum van de benedictijnse abdij van Steenbrugge bij Brugge.
Hij hield zijn afscheidscollege in 1978 onder de titel Adonis in de vroegchristelijke literatuur. 
Thierry trad in 1950 toe tot de Nederlandse Hervormde Kerk. Hij trad in het huwelijk in 1967.

## Publicaties
- Tertullianus: de fuga in persecutione, Hilversum, 1944.
- "Jezus de Heer" bij Clemens Romanus en in de Didacha, in: NAKG, 1962.
- The Epistle to Diognetus, uitg. E. J. Brill, Leiden, 1964.
- The Logos as teacher in Ad DiognetumXI, 1, in: Vigiliae Christianae, Vol. 19, 1965.
- Christ in Early Christian Greek Poetry, Leiden, 1972.
- De brief van Clemens Romanus, in: Lampas, 1977.
- Opstandingsgeloof in de vroegchristelijke kerk, uitg. Buyten en Schippersheijm, 1978.
- Korte geschiedenis van de tekst van het Nieuw Testament, Kampen, 1982.
- Vrouwen in de vroegchristelijke kerk, Boekencentrum, 1990.